# New Power Party
Die New Power Party (NPP, chinesisch 時代力量, Pinyin Shídài Lìliàng – „Partei der neuen Kraft“) ist eine politische Partei in der Republik China auf Taiwan. Sie wurde 2015 gegründet. Die Partei ist 2014 aus der Sonnenblumen-Studentenbewegung hervorgegangen und setzt sich für allgemeine Menschenrechte, bürgerliche und politische Freiheiten sowie die Unabhängigkeit und den Nationalismus Taiwans ein.

## Parteigeschichte

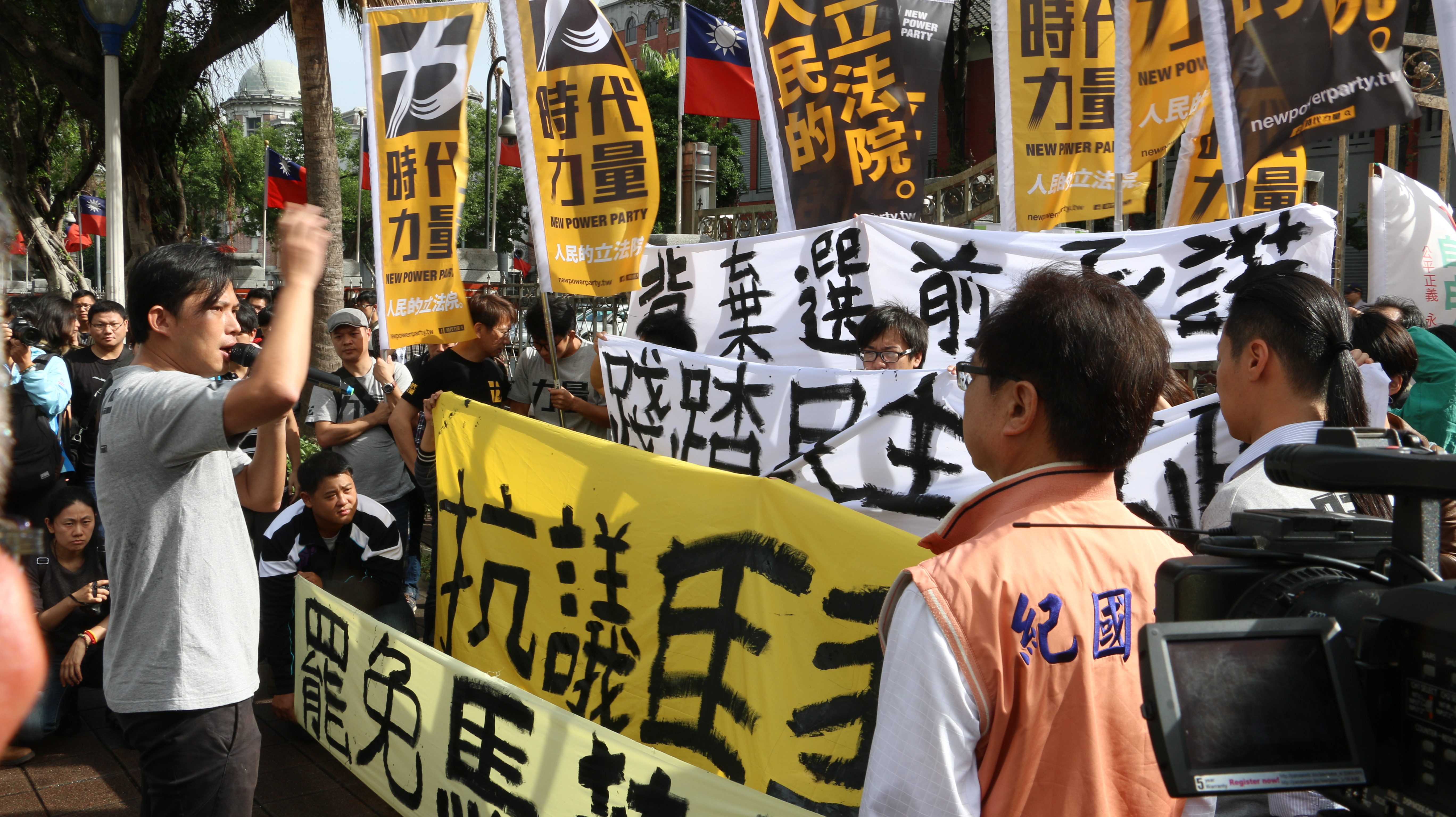
Proteste von NPP-Anhängern anlässlich des Treffens von Präsident Ma mit dem Präsidenten der Volksrepublik China Xi am 4. November 2015

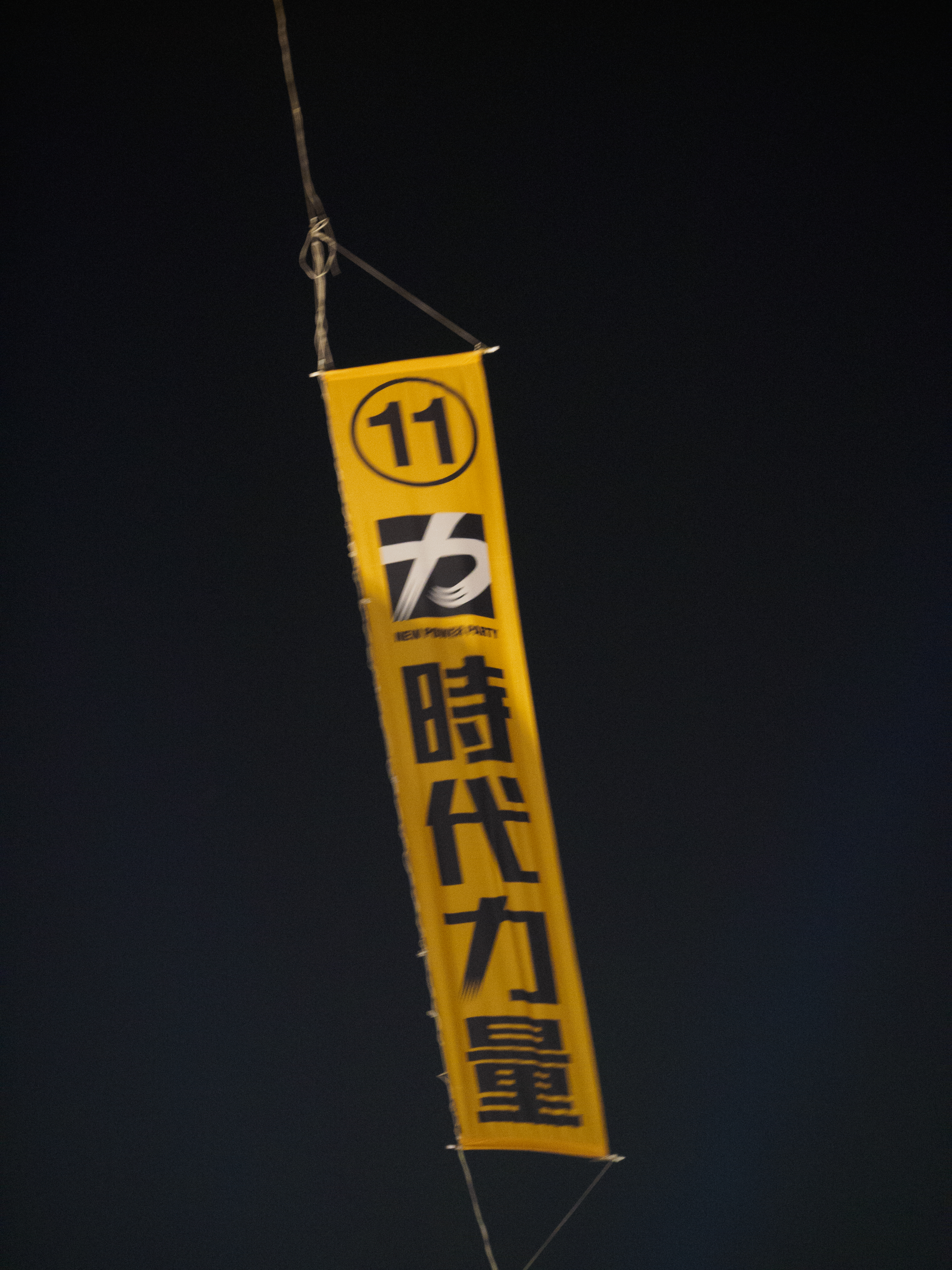
Das NPP-Logo auf einer Fahne

Die Partei wurde am 25. Januar 2015 offiziell in Taipei gegründet. Prominente Initiatoren und Mitglieder waren bzw. sind der Musiker der Extreme Metal-Band Chthonic und politische Aktivist Freddy Lim (Gründungsvorsitzender), der Rechtsanwalt Lin Feng-jeng, die Bürgerrechts-Aktivistin Hung Tzu-yung sowie der Rechtswissenschaftler und ehemalige Vorsitzende Huang Kuo-chang. Die Partei hat ihre Wurzeln unter anderem in der sogenannten Sonnenblumen-Bewegung, einer im Wesentlichen von Studenten getragenen Protestbewegung gegen die amtierende Kuomintang-Regierung. Ein Auslöser der damaligen Proteste waren die Wirtschaftsabkommen, die die taiwanische Regierung mit der Volksrepublik China abgeschlossen hatte bzw. abschließen wollte. Die Demonstranten befürchteten, dass Taiwan durch diese Abkommen in die Abhängigkeit von der Volksrepublik kommen und schrittweise seine Souveränität verlieren würde. Das intransparente Agieren der Regierung wurde kritisiert und die protestierenden Studenten hielten fast einen Monat lang das Parlamentsgebäude des Legislativ-Yuans besetzt.
Die oppositionelle Demokratische Fortschrittspartei (DPP) vermochte es nicht, die Unzufriedenen zu absorbieren und schließlich gründeten diese eine eigene Partei, die NPP. Politisch vertritt die NPP eine Art Bürgerrechts-Programm und will die Zivilgesellschaft Taiwans weiter ausbauen. Sie spricht sich für eine Verfassungsreform aus, nach der zwei der fünf Yuans (Staatsräte), und zwar der Kontroll-Yuan und der Prüfungs-Yuan abgeschafft werden sollen. Die Kompetenzen des Legislativ-Yuans als des eigentlichen Parlaments sollen dagegen auf Kosten der Position des Präsidenten gestärkt werden. Hinsichtlich des politischen Status Taiwans befürwortet sie eine vollständige Unabhängigkeit Taiwans als eigener Staat.
Die NPP hofft auch von den Unzufriedenheiten der Wähler mit den althergebrachten blau-grünen Parteien zu profitieren und versucht sich als neue „dritte Kraft“ zu profilieren. Bei der Wahl zum Legislativ-Yuan am 16. Januar 2016 gewann sie 6,1 Prozent der Stimmen und fünf der 113 Sitze (darunter drei Wahlkreismandate in Taipeh, Neu-Taipeh und Taichung). Bei der parallel stattfindenden Präsidentschaftswahl unterstützte sie die DPP-Kandidatin Tsai Ing-wen. Im Jahr 2019 kam es zu einer innerparteilichen Krise aufgrund der Auseinandersetzung über die Frage, ob die NPP erneut Tsai bei der Präsidentschaftswahl 2020 unterstützen sollte. Wegen der Auseinandersetzungen kündigte Freddy Lim seinen Parteiaustritt an, der Parteivorsitzende Chiu Hsien-chih (邱顯智) trat zurück und die Abgeordnete Hung Tzu-yung (洪慈庸) verließ ebenfalls die Partei. Außerdem wurde die NPP-Abgeordnete Kawlo Iyun Pacidal (高潞·以用·巴魕剌) wegen mutmaßlicher Zweckentfremdung von staatlichen Subventionen aus der NPP ausgeschlossen. Dadurch sank die Zahl der NPP-Abgeordneten im Legislativ-Yuan von fünf auf zwei. Bei der Legislativ-Yuan-Wahl am 11. Januar 2020 konnte die NPP ihren Stimmenanteil auf 7,75 Prozent steigern und sie gewann drei Listenmandate.
Das Symbol der Partei ist der chinesische Buchstabe 力,  Lì mit der Bedeutung „Kraft“, „Stärke“.